# Marcelo Miranda Soares
Marcelo Miranda Soares, né le 1er décembre 1938, est un homme politique brésilien, affilié au Parti du mouvement démocratique brésilien (PMDB). 

## Biographie
En 1976, il est élu maire de Campo Grande. En 1979, il est nommé gouverneur du Mato Grosso do Sul, restant en poste jusqu'à l'année suivante. En 1982, il est élu sénateur, et en 1986, il est élu gouverneur du Mato Grosso do Sul.
Il était surintendant du Département national des infrastructures de transport du Mato Grosso do Sul, entre 2003 et 2012, lorsqu'il a été licencié pour ne pas « avoir observé les normes légales et réglementaires » et « avoir porté à l'attention de l'autorité supérieure les irrégularités qu'il avait commises ». au courant du fait de la cargaison », après qu'une enquête ait montré un changement des quantités mesurées sur les tronçons de route dans les contrats de conservation et d'entretien avec les entrepreneurs, ce qui aurait causé, selon l'enquête, des dommages aux caisses publiques,.